# José Luis Reséndez
José Luis Reséndez  (Monterrey, Új-León, Mexikó, 1978. október 18. –) mexikói modell, színész.

## Élete
José Luis Reséndez 1978. október 18-án született Monterreyben. Két húga van. 1998-ban kezdte meg tanulmányait a Televisa színészképzőjében (CEA), melyet 2000-ben fejezett be. 2001-ben a Szeretők és riválisok című telenovellában debütált. 2003-ban a Mister World szépségversenyen harmadik helyezést ért el. 2008-ban feleségül vette Adriana Verásteguit, de később elváltak.

## Filmográfia
- Señora Acero (2014) .... Casio Martínez "El Teca"
- Dama y obrero (2013) .... Pedro Pérez
- Több mint testőr (Corazón valiente) (2012) .... Juan Marcos Arroyo
- Flor Salvaje (2011-2012) .... Pablo Aguilar
- Los herederos Del Monte (2010-2011) .... José del Monte
- Camaleones (2009-2010) .... Pedro Recalde
- Tormenta en el Paraíso (2007-2008) .... David Bravo
- Amor sin maquillaje (2007)
- Szerelempárlat (Destilando amor) (2007) .... Hilario Quijano
- Heridas de amor (2006) .... Fabricio Beltrán Campuzano
- Alborada (2005-2006) .... Andrés Escobar
- A mostoha (La madrasta) (2005) .... Greco Montes
- Clap...El lugar de tus sueños (2003) .... César
- Clase 406 (2003) .... Gilberto Bernal
- A szerelem ösvényei (Las vías del amor) (2002-2003)
- Entre el amor y el odio (2002) .... Nazario
- Szeretők és riválisok (Amigas y rivales) (2001) .... Juan